# Cowboys and Aliens (groupe)
Pour les articles homonymes, voir Cowboys and Aliens et Cowboy.
Cowboys and Aliens, stylisé Cowboys & Aliens, est un groupe belge de stoner rock, originaire de Bruges, en Région flamande.

## Historique
C'est en 1996 à Bruges, en Belgique, que John Pollentier forme Cowboys and Aliens. Il est rejoint ensuite par Kris Vandekerckhove, Henk Vanhee et Peter Gaelens. Cowboys and Aliens s'inscrit dans la lignée des groupes de stoner rock influencés par Kyuss, Henk Vanhee possédant un timbre de voix étonnement proche de John Garcia.
Le premier album du groupe, League of Fools, sort en 1997 sur le petit label Alien Records. Remarqué par la maison de disques américaine Buzzville Records, le groupe produira pour celle-ci ses deux albums suivants avec aux manettes Dee-J, ancien guitariste du groupe La Muerte. À cette période, début des années 2000, Cowboys and Aliens s'impose, avec le groupe Beaver comme le leader incontesté du stoner rock dans le Benelux. Ce statut permettra au groupe de jouer en support de Monster Magnet, groupe phare du stoner rock sur la côte Est des États-Unis. 
En 2002, le groupe publie son troisième album, Love, Sex, Volume. En 2003, Johan Vandesijpe remplace Peter Gaelens à la batterie. En mai 2004, Cowboys and Aliens remporte le premier Graspop face à 120 autres groupes de heavy metal. Quelques semaines après cet événement, Johan Vandesijpe s'en va et laisse la place à Mario Goossens. À la même époque, le groupe entre en studio pour l'enregistrement de son quatrième album, accompagné par le guitariste-producteur Peter Iterbeke et le producteur Attie Bauw (Channel Zero, Scorpions, The Gathering...).
En août 2005, quelques mois après la sortie du quatrième album, Language of Superstars,,, John Pollentier et Mario Goosens quittent le groupe. Mario Goossens est remplacé par Pieter De Wilde. Le groupe tentera néanmoins de produire un nouvel album, et fera notamment un concert en première partie de Deep Purple, mais il se séparera en 2006.
Cowboys and Aliens se reforme en 2011 dans sa formation originale.

## Membres

### Membres actuels
- Henk Vanhee - voix
- John Pollentier - guitare (1996-2005, depuis 2011)
- Tom Neirynck - basse (depuis 2017)
- Peter Gaelens - batterie (1996-2003, depuis 2011)

### Anciens membres
- Peter Iterbeke - guitare (2004-2006)
- Kris Vandekerckhove - basse (jusqu'en 2017)
- Johan Vandesijpe - batterie (2003-2004)
- Mario Goossens - batterie (2004-2005)
- Pieter De Wilde - batterie (2005-2006)

## Discographie
- 1997 : League of Fools
- 2000 : A Trip to the Stonehenge Colony
- 2002 : Love, Sex, Volume
- 2005 : Language of Superstars
- 2011 : Sandpaper Blues Knockout  EP
- 2013 : Surrounded By Enemies  EP
- 2019 : Horses of Rebelion